# Livingstone supongo II
Livingstone supongo II es un videojuego de tipo videoaventura desarrollado por la empresa española Opera Soft en 1989. Continúa la historia del primer juego, Livingstone supongo.
En el juego se encarna al histórico explorador Henry Stanley en su búsqueda por el África de la época colonial al misionero y explorador David Livingstone. Para ello el jugador cuenta con 3 armas (boomerang, látigo, granada) y una pértiga con la que rebasar grandes obstáculos, además de su propio salto. En el camino se interponen desde animales hasta nativos a través de ríos, junglas, poblados, minas, templos malditos y cuevas oscuras.
Microhobby nº195 valoró el videojuego con buenas puntuaciones:
Originalidad: 70%
Gráficos: 80%
Movimiento: 90%
Sonido: 80%
Dificultad: 90%
Adicción: 100%

## Autores
- Programa: José Antonio Morales Ortega y José Ramón Fernández Maquieira
- Gráficos: Carlos A. Díaz de Castro

## Enlaces relacionados
- Livingstone supongo II en Computer Emuzone

- Datos: Q16592111